# Duc de Calabre

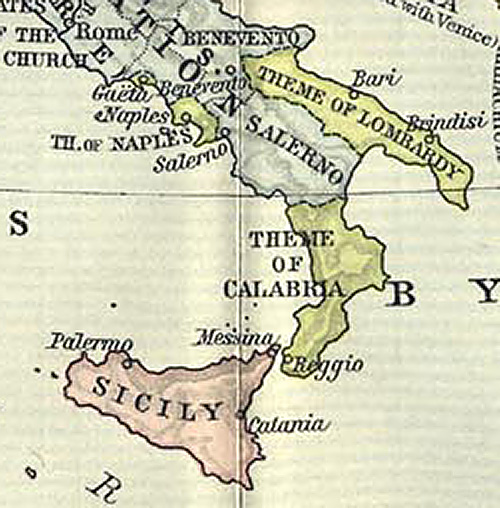
Carte faite en 1911, représentant la Calabre vers l'an 1000.

Le titre de duc de Calabre apparaît à la fin du XIIIe siècle pour l'héritier du royaume de Naples. Il est par ailleurs adopté par certaines familles affichant leurs prétentions sur la couronne du royaume.

## Titulaires du duché
- av. 1297–1309 : Robert Ier de Naples
- 1309–1328 : Charles de Calabre
- 1343–1345: André de Hongrie

## Maison d'Anjou
- 1381–1382 Louis Ier d'Anjou
- 1382–1384 Louis II d'Anjou
- 1384-1404 Charles d'Anjou
- 1404–1417 Louis III d'Anjou
- 1432–1434 Louis III  d'Anjou
- 1434–1435 René d'Anjou
- 1435–1470 Jean II de Lorraine
- 1470–1473 Nicolas de Lorraine
- 1473–1481 Charles V d'Anjou
- 1481–1493 René II de Lorraine
- 1493–1544 Antoine de Lorraine
- 1544–1545 François Ier de Lorraine
- 1545–1608 Charles III de Lorraine
- 1608–1624 Henri II de Lorraine
- 1624 François II de Lorraine
- 1624–1634 Charles IV de Lorraine
- 1634–1661 Nicolas-François de Lorraine
- 1661–1675 Charles IV de Lorraine
- 1675–1690 Charles V de Lorraine
- 1690–1729 Léopold Ier de Lorraine
- 1729–1765 François Ier du Saint-Empire
- 1765–1790 Joseph II du Saint-Empire
- 1790–1804 Léopold II du Saint-Empire

## Maison d'Aragon
- 1458–1494 Alphonse II de Naples
- 1494–1550 Ferdinand d'Aragon
- 1501–1504 Ferdinand II d'Aragon

## Maison de Bourbon-Siciles
- 1747–1777 Philippe-Antoine de Bourbon, premier fils de Charles III (roi d'Espagne)
- 1777–1778 Charles de Naples et Sicile, premier fils de Ferdinand Ier (roi des Deux-Siciles)
- 1778–1825 François Ier des Deux-Siciles, deuxième fils de Ferdinand Ier (roi des Deux-Siciles)
- 1825–1830 Ferdinand II des Deux-Siciles, fils du précédent
- 1836–1859 François II des Deux-Siciles, fils du précédent

## Titre de courtoisie

### Branche aînée
Titre de courtoisie porté par l'héritier d'un prétendant à la direction de la maison de Bourbon-Siciles
- 1894-1934 Ferdinand-Pie de Bourbon-Siciles (1869-1960) ;

Titre de courtoisie porté par un prétendant à la direction de la maison de Bourbon-Siciles
- 1934-1960 Ferdinand-Pie de Bourbon-Siciles ;
- 1960-1964 Alphonse de Bourbon-Siciles (1901-1964) ;
- 1964-2015 Charles de Bourbon-Siciles (1938-2015) ;
- depuis 2015 : Pierre de Bourbon-Siciles (né en 1968).

### Branche cadette
Titre de courtoisie porté par l'héritier d'un prétendant à la direction de la maison de Bourbon-Siciles
- 1973–2008 Charles de Bourbon des Deux-Siciles (né en 1963) ;
- depuis 2016 : Maria Carolina de Bourbon des Deux-Siciles (née en 2003), duchesse de Palerme, fille du précédent.